# Arco (Minnesota)
Arco je město (city) v okresu Lincoln County ve státě Minnesota ve Spojených státech amerických. V roce 2020 zde žilo 87 obyvatel.

## Historie
Město bylo založeno v roce 1900 a bylo pojmenováno po italské obci Arcole. Současně zde byla zřízena pošta. V roce 2000 zde žilo 100 obyvatel a v roce 2010 75 obyvatel.